# Marin (Wind)
Der Marin (französisch le marin ‚der Seemann‘, ‚Meer-‘) ist ein sehr feuchter auflandiger Meerwind im gesamten südfranzösischen Küstengebiet. Er weht aus Südost, meist stark und gleichmäßig, zuweilen heftig und über Land zuweilen böig. Im Frühjahr und im Herbst ist er häufiger als in den anderen Jahreszeiten.
Auf Grund der hohen Feuchtigkeit bringt er starke Regenfälle, besonders an den dem Meer zugewandten südöstlichen Hängen der Gebirge: an den Corbières, dem Montagne Noire, den Cevennen und den ersten Bergen der Provence. Auf der anderen Seite der Berge ist er daher trocken, verstärkt durch einen Föhneffekt.
Seine Entstehung wird durch ein Hochdruckgebiet über Mitteleuropa oder den Alpen und ein Tiefdruckgebiet über dem Mittelmeer (Golfe du Lion) oder Spanien begünstigt. Dieser Druckunterschied sowie Kanalisierungseffekte entlang der Berge führen zu einer Verstärkung von der Küste des Département Var bis zum Languedoc-Roussillon.
Die Verlängerung des Marin über das Tal der Aude und die Seuil de Naurouze in die Gegend von Toulouse wird als Autan bezeichnet.
In die Gegenrichtung, also vom Land auf Meer, wehen an der südfranzösischen Küste der Cers, die Tramontane und der Mistral. 